# Stazione di Cesano di Roma
Stazione di Cesano di Roma vasútállomás Olaszországban, Róma Cesano városrészében.

## Vasútvonalak
Az állomást az alábbi vasútvonalak érintik:
- Viterbo–Róma-vasútvonal

## Kapcsolódó állomások
A vasútállomáshoz az alábbi állomások vannak a legközelebb:
- Stazione di Olgiata (Stazione di Roma Tiburtina, FL3)
- Stazione di Anguillara (Stazione di Viterbo Porta Fiorentina, FL3)